# Afro-asiáticos

## História
Atualmente, a população de afro-asiáticos tem sido mais associada à ocupação americana no Japão durante a Segunda Guerra Mundial. Assim, ao longo dos anos, houve um aumento entre os casamentos entre negros e japoneses. Há também um grande numero de Afro-Asiáticos na China e na Coreia. Nos Estados Unidos em 1882, o Ato de Exclusão Chinesa foi aprovado e os trabalhadores chineses que optaram por ficar nos EUA não podiam mais ficar com suas esposas que ficaram para trás na China. Muitos americanos brancos olhavam para os trabalhadores chineses com preconceito e devido a isso eles foram perseguidos e discriminados. Devido a esse fato, muitos chineses se estabeleceram em comunidades negras e, por sua vez casaram com mulheres negras.

## Nigéria
Desde os anos 1970, a Nigéria tem tido um aumento lento, mas constante de imigrantes Filipinos devido a indústria do petróleo do pais. Isto, resultou em um pequeno, mas crescente, número de nigerianos-filipinos. A maioria destas crianças são de mães filipinas e pais nigerianos.

## Quênia
Em 1999, Nicholas Kristof, do The New York Times, relatou um encontro surpreendente na ilha de Pate, onde encontrou uma vila de cabanas de pedra. Ele conversou com um homem idoso que morava no vilarejo que disse ser descendente de exploradores chineses que naufragaram ali séculos antes. Os chineses supostamente negociaram com os locais e até carregaram girafas em seu navio para levar de volta à China. No entanto, os chineses encalharam em um recife próximo. Kristof encontrou evidências que confirmaram a história do homem. Tais evidências incluíam as características asiáticas das pessoas da aldeia, além de artefatos de porcelana de aparência asiática. Esses descendentes da frota de Zheng He vivem nas ilhas Pate e Lamu . Cerca de 400 sobreviventes desses 20 marinheiros chineses naufragados se estabeleceram e se casaram com mulheres locais, além de se converterem ao Islã.

## Japão
Após a Segunda Guerra mundial, muitos americanos permaneceram no Japão, fazendo com que houvesse uniões entre homens americanos e mulheres japonesas. Estas uniões entre soldados americanos e as mulheres asiáticas também contribuiu para o aumento da população afro-asiático nos Estados Unidos da América, como muitas mulheres asiáticas acompanharam seus maridos em seu retorno e estabelecendo-se nos EUA Posteriormente.
Com o boom econômico japonês nas décadas de 1970 e 1980, muitos africanos e negros do Brasil e Estados Unidos imigraram para o Japão, casando-se com pessoas locais e gerando filhos mestiços.
Em 2015, pela primeira vez na história do Miss Japão, uma mulher negra e mestiça ganhava o torneio, sendo ela a modelo americano-japonesa Ariana Miyamoto. A vitória foi celebrada por muitos japoneses, mas criticada por outros, que afirmaram que ela não era "suficientemente japonesa" para representar o país no Miss Universo. Semelhante controvérsia aconteceu quando a tenista Naomi Osaka, de pai haitiano-americano e mãe japonesa, escolheu representar o Japão nas competições internacionais de tênis.